# Oberlinger (Orgelbau)
Oberlinger ist ein deutsches Orgelbauunternehmen mit Sitz in Windesheim bei Bad Kreuznach (Rheinland-Pfalz). Es ist nach eigenen Angaben ein Familienunternehmen, das weltweit die längste Orgelbau-Tradition in ununterbrochener Generationenfolge hat. Das Unternehmen firmierte im Verlauf unter verschiedenen Gesellschaftsformen, am bekanntesten wurde es nach der Firmengründung als Gebr. Oberlinger, Werkstätten für Orgelbau. Seit 2008 firmiert Oberlinger als GmbH.

## Geschichte
Einen ersten Orgelbaubetrieb in Windesheim gründete Jakob Oberlinger (* 6. März 1842; † 7. Mai 1916) im Jahr 1860. Da dessen Großvater bereits 1773 bei der Hunsrücker Orgelbauerfamilie Stumm in Rhaunen als Schreiner gearbeitet hatte, sieht sich die Familie Oberlinger in der Tradition der Rheinischen Orgelbauer.
Jakob Oberlinger baute nach seiner Lehre und Wanderschaft, die ihn bis in die Niederlande führte, 1869 seine erste Orgel für die evangelische Kirche in Hargesheim bei Bad Kreuznach. Ab 1872 betrieb Jakob zusammen mit seinem Bruder Karl sen. (* 23. März 1840; † 1919) die Werkstatt als Gebrüder. Karl Oberlinger brachte als Tischlermeister wichtiges Wissen der Holzbearbeitung in den Betrieb ein und setzte so die Tradition der Tischler in der Familie fort. 1880 konnten die Brüder die Werkstatt durch Übernahmen von regionalen Orgelbaubetrieben wesentlich vergrößern.
Der technischen Innovation im Orgelbau des ausgehenden 19. Jahrhunderts folgend, baute das Unternehmen ab 1884 Orgelwerke mit mechanischen (Weeze bei Kevelaer), später mit pneumatischen Kegelladen (1895, Bingerbrück). Ab 1902 wurden Werke mit Röhrenpneumatik gefertigt (Landsweiler), 1912 wurde die erste Orgel mit einer elektro-pneumatischer Spieltraktur nachgerüstet (Bingerbrück). Durch den Einfluss der Orgelbewegung begann das Unternehmen schon 1937 wieder Schleifladen zu bauen, allerdings noch mit elektro-pneumatischer Spieltraktur. In den 1950er Jahren kehrte das Unternehmen endgültig zum Bau von Schleifladen mit mechanischen Spieltrakturen zurück.
Nach dem Tod der beiden Gründer übernahm der Sohn Jakobs, Karl Oberlinger jun. (1879–1962), die Leitung des Unternehmens und führte es durch die Zeiten der Weltwirtschaftskrise. Nach Ende des Zweiten Weltkrieges übergab Karl jun. das Unternehmen an zwei seiner Söhne, Hermann (* 18. Dezember 1908; † 2002) und Ernst (* 1. Januar 1915; † 2004). Unter deren Leitung expandierte das Unternehmen, es beschäftigte bis zu 80 Mitarbeiter. Deren beide Söhne Helmut (* 9. Februar 1942) und Wolfgang (* 19. Januar 1943), die neben Orgelbau auch Betriebswirtschaft und Architektur studiert hatten, führten das Unternehmen seit 1980 in der vierten Generation mit nunmehr 55 Mitarbeitern als Oberlinger-Orgelbau GmbH und Co KG in einem vergrößerten und in ein neues Gelände ausgelagerten Unternehmen fort.

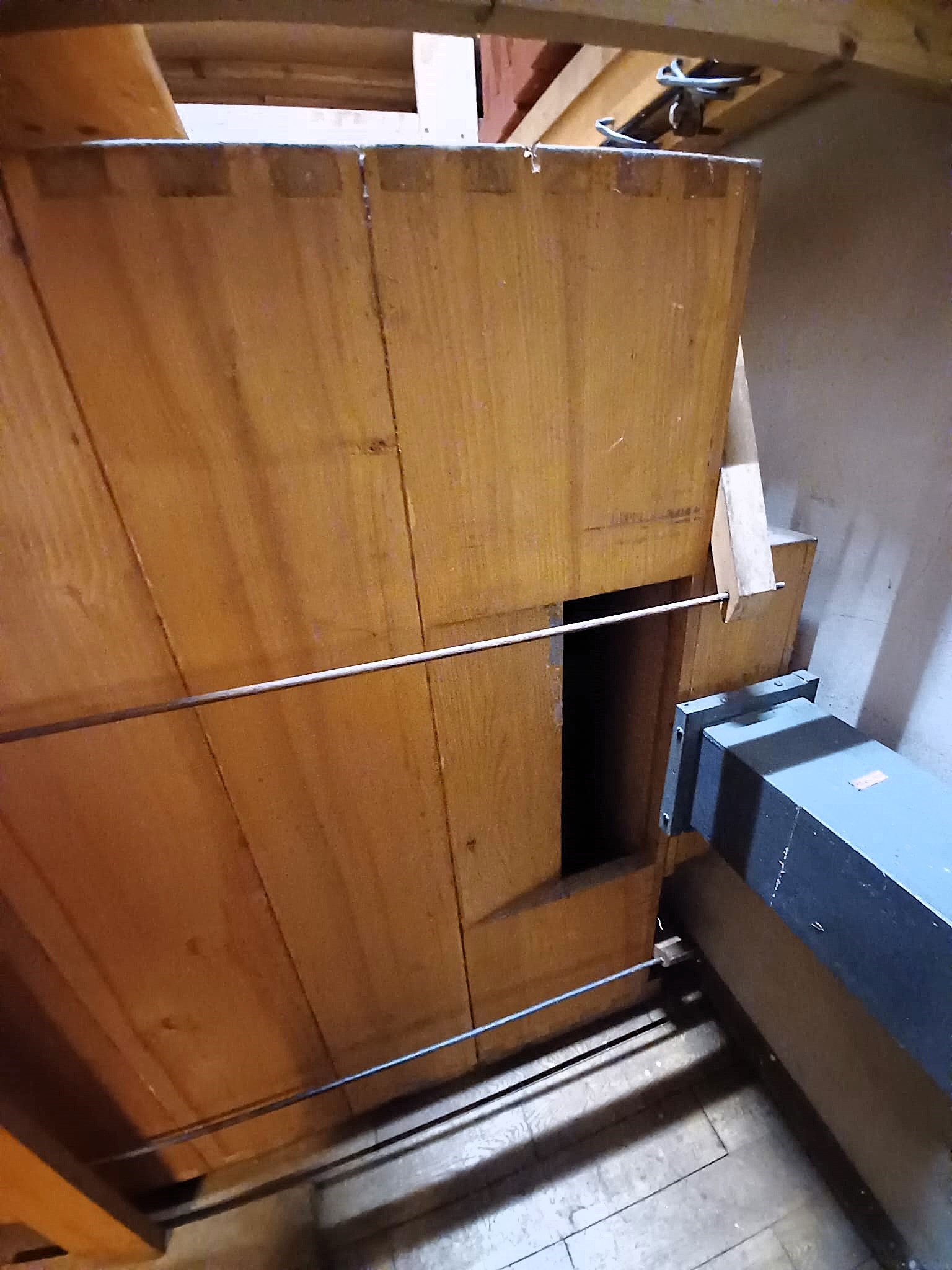
Cubus 32' der Oberlinger-Orgel der Pauluskirche Bad Kreuznach

In den 1990er Jahren intensivierte das Unternehmen seine wissenschaftliche Herangehensweise an den Orgelbau. Es arbeitete dazu mit Universitäten und Fachhochschulen zusammen. 1987 wurden vier historische Orgelinstrumente im Rahmen eines wissenschaftlichen Forschungsprojekts rekonstruiert. Aufmerksamkeit erlangte das Unternehmen auch durch die von ihm geleiteten Forschungen und Entwicklungen im Bereich der technischen und klanglichen Innovationen im Orgelbau. So wurde zum Beispiel ein Externer Balancier entwickelt, eine mechanische Vorrichtung, um auch lange mechanische Spieltrakturen ohne Verlust der Präzision und Sensibilität realisieren zu können. Patentiert wurde die Erfindung eines raumsparenden Subbass-16′-Registers (Cubus 16′), das in kleinen Orgeln Verwendung finden soll. Ebenfalls patentiert wurde die Erfindung einer Vorrichtung zur Glättung von Luftströmen, die den durch das elektrische Schleudergebläse erzeugten und dabei verwirbelten Wind beruhigt. 2015 fand diese Erfindung Beachtung durch den US-amerikanischen Wissenschaftshistoriker Myles W. Jackson, New York University, der als Reimar Lüst-Humboldt-Forschungspreisträger aus 2014 in Deutschland weilte.
Das Unternehmen zählte in der zweiten Hälfte des 20. Jahrhunderts zu den großen deutschen Werkstätten des Orgelbaus und war weltweit im Neubau und in der Restaurierung von Orgeln tätig. Das Arbeitsgebiet umfasste neben der Bundesrepublik Deutschland auch das europäische Ausland sowie mehrere Länder in Asien, Afrika und Amerika. Sie gewann auch regionale wirtschaftspolitische Bedeutung als Beispiel eines modernen Handwerkbetriebes in Rheinland-Pfalz.
Bis 2005 hatte Oberlinger über 1200 Orgelwerke gebaut. 2005 geriet das Unternehmen durch Großaufträge im Ausland in Zahlungsschwierigkeiten und musste Insolvenz beantragen. Ein regionaler Investor fusionierte das Unternehmen 2007 mit Emil Hammer Orgelbau unter dem Namen „Orgelbaugesellschaft Reichenstein“, die im Jahr 2011 aufgelöst wurde. Wolfgang Oberlinger restrukturierte 2008 die Firma, die er zeitweise neben seinem Architekten- und Entwurfsbüro führte, als Oberlinger GmbH.
Seit Mai 2014 werden nach Renovierung wieder die größeren Werkstätten neben dem „Orgel Art Museum“ genutzt. Dort haben auch die Konstruktionsabteilung, die Abteilung Forschung und Entwicklung, sowie die Intonation auf ca. 1500 m² moderner Werkstattfläche ihren Sitz. Die Firma ist weiterhin auch in Übersee aktiv, so wurde 2013 eine Orgel für das Central-Konservatorium in Peking gebaut und 2014 eine dreimanualige Konzertorgel für die Konzerthalle der Philharmonie in Mudanjiang in Nord-China.

## „Orgel Art Museum“
Die Instrumentensammlung der Familie Oberlinger bildet den Grundstock für das Orgel Art Museum in Windesheim.

## Werkliste (Auswahl)
| Jahr      | Ort                                       | Gebäude                                              | Bild       | Manuale | Register | Bemerkungen/Quellen |  |
| --------- | ----------------------------------------- | ---------------------------------------------------- | ---------- | ------- | -------- | --- |  |
| 1869      | Buschdorf (Bonn)                          | Aegidiuskapelle                                      |            | II/P    | 11       | Nachbau einer Barockorgel für kleinere Kirchen |  |
| 1876      | Leitersweiler                             | Evangelische Kirche                                  |            | I/P     | 7        | |  |
| 1877      | Werschweiler                              | Evangelische Kirche                                  |            | I/P     | 10       | |  |
| 1880      | Todenroth                                 | Ev. Kirche                                           |            | I/P     | 5        | |  |
| 1885      | Leideneck                                 | Evangelische Kirche                                  |            | I/P     | 10       | Originalzustand, Gebläse 1960. Prospekt dreiteilig, reichlich langweilig, die nüchterne Handwerks-arbeit damaliger Zeit |  |
| 1885      | Heyweiler                                 | Pfarramtlich zu Gödenroth                            |            | I/P     | 7        | |  |
| 1888      | Saarbrücken                               | Stiftskirche St. Arnual                              |            | II/P    | 22       | 1938 durch einen Neubau der Firma Emil Hammer ersetzt. |  |
| 1890      | Elversberg                                | Evangelische Kirche                                  |            |         |          | 1977–1980 durch einen Neubau der Firma Muhleisen (Straßburg) ersetzt. Gehäuse erhalten und um ein Rückpositiv ergänzt. |  |
| 1898      | Gödenroth                                 | Ev. Kirche                                           |            | I/P     | 10       | |  |
| 1900      | Kappel                                    | Evangelische Kirche                                  |            | I/P     | 6        | Prospekt dreiteilig, Kegelladen, Originalzustand, 1966 gereinigt, Gebläse |  |
| 1901      | Seibersbach                               | Ev. Johannes-Kirche                                  |            | I/P     | 10       | Ersetzte eine vermutlich von Stumm stammende Orgel von 1764 |  |
| 1903      | Wahlschied                                | Evangelische Kirche                                  |            | I/P     | 8        | 1959 umgebaut, auch der Prospekt → Orgel |  |
| 1907      | Gemünden                                  | Ev. Kirche                                           |            | II/P    | 10       | |  |
| 1952      | Pirmasens                                 | Lutherkirche                                         |            | II/P    | 25       | |  |
| 1953      | Annweiler am Trifels                      | Stadtkirche                                          |            | II/P    | 25       | |  |
| 1953      | Hornbach                                  | Stadtkirche                                          |            | II/P    | 14       | Technischer Neubau unter Verwendung des historischen Gehäuses und Pfeifenmaterials, Teilausbau (geplant 22 Register). |  |
| 1956      | Landau in der Pfalz                       | Stiftskirche, Chororgel                              |            | I/P     | 7        | [ 15 ] |  |
| 1956      | Neustadt an der Weinstraße – Gimmeldingen | Protestantische Kirche                               |            | II/P    | 20       | Die Orgel steht im historischen Gehäuse von Orgelbauer Hartung (Bad Dürkheim) aus dem Jahre 1749. 1995 wurde die Traktur durch Orgelbau Steinmeyer weitestgehend erneuert. Windladen, Windanlage, Pfeifenwerk und Intonation sind original. Sie ist eine der ersten Orgeln, die nach dem Zweiten Weltkrieg in der Pfalz mit mechanischen Schleifladen neu errichtet wurde. |  |
| 1956      | Speyer                                    | Gedächtniskirche der Protestation                    |            | II/P    | 13       | Aufstellung hinter dem Hochaltar; 2020/21 ersetzt durch einen Neubau der Firma Klais und verkauft. |  |
| 1957      | Mainz                                     | St. Bonifaz                                          |            | III/P   | 43       | Zunächst als Teilausbau ausgeführt und später vergrößert. |  |
| 1958      | Kirchen (Sieg)                            | Lutherkirche                                         |            | III/P   | 38       | |  |
| 1960      | Tholey                                    | Benediktinerabtei St. Mauritius                      |            | III/P   | 42       | 2018/20 durch einen technischen Neubau der Firma Hugo Mayer ersetzt. |  |
| 1960      | Lorsch                                    | Evangelische Kirche                                  |            | II/P    | 15       | |  |
| 1963      | Landau in der Pfalz                       | Stiftskirche                                         |            | III/P   | 46       | Die Orgel stand im historischen Gehäuse von Ignaz Seuffert, wurde 2005 in Landau abgebaut und in Gorzno (Polen) wieder aufgestellt. |  |
| 1965      | Oberbexbach                               | Christuskirche                                       |            | II/P    | 25       | |  |
| 1965      | Niederbexbach                             | Jakobuskirche                                        |            | II/P    | 19       | |  |
| 1965      | Weidenhahn                                | St. Peter und Paul                                   |            | II/P    | 19       | 2015 wurde durch Hugo Mayer das Krummhorn 8' im Positiv durch einen Salicional 8' ersetzt. |  |
| 1966      | Mußbach (Neustadt an der Weinstraße)      | Johanneskirche                                       |            | II/P    | 17       | → Orgel |  |
| 1968      | Kaiserslautern                            | Stiftskirche                                         |            | IV/P    | 65       | Die Orgel besteht aus einer dreimanualigen Hauptorgel und einer einmanualigen Chororgel, die auch über einen zusätzlichen eigenständigen Spieltisch zu bedienen ist. → Orgel |  |
| 1968      | Erfenbach                                 | Protestantische Kirche                               |            | II/P    | 23       | |  |
| 1968      | Neuweiler (Sulzbach/Saar)                 | Evangelische Kirche                                  |            | II/P    | 22       | |  |
| 1968      | Waldhölzbach                              | St. Medardus                                         |            | II/P    | 13       | [ 16 ] |  |
| 1968/2003 | Vilnius                                   | St. Kasimir                                          |            | III/P   | 45       | Ursprünglich Stumm-Orgel von 1759 der Stadtkirche Durlach, 1894 von Heinrich Voit und 1968 von Oberlinger umgebaut, in Gebrauch bis 1994. Mit 3 Stumm- und 5 Voit-Registern dort neugebaut. Restliche Register und Gehäuseteile 2003 transloziert durch Fa. Laimis Pikutis.→ Orgel                                                                                         |  |
| 1970      | Neustadt an der Weinstraße                | Stiftskirche, Protestantischer Teil der Doppelkirche |            | III/P   | 51       | Die Orgel wurde im November 2010 aufgrund einer großen Kirchenrenovierung abgebaut und nach Genemuiden (Niederlande) verkauft, wo sie in der Bethelkerk wieder aufgebaut wurde. → Orgeln |  |
| 1970/1982 | Wiesbaden                                 | Marktkirche                                          |            | IV/P    | 85       | ursprünglich 1863 Walcker III/P/53, 1929 Erweiterung durch Sauer auf IV/74, 1982 Umbau und später Erweiterung zur Orgelanlage →Orgel |  |
| 1971      | Düsseldorf-Bilk                           | St. Ludger                                           |            | III/P   | 33       | |  |
| 1971      | Hirschfeld (Hunsrück)                     | Evangelische Kirche                                  |            | I/p     | 5        | → Orgel |  |
| 1975      | Berlin                                    | St. Paulus                                           |            | III/P   | 46       | → Orgel |  |
| 1975      | Büdesheim (Bingen am Rhein)               | St. Aureus und Justina                               |            | III/P   | 39       | |  |
| 1975      | Bad Bertrich                              | St. Peter                                            |            | II/P    | 25       | |  |
| 1975      | Koblenz-Asterstein                        | Maria Himmelfahrt                                    |            | II/P    | 22       | |  |
| 1976      | Neustadt an der Weinstraße-Lachen         | Protestantische Kirche                               |            | II/P    | 21       | Die Orgel steht in einem historischen Gehäuse der Vorgängerorgel von Orgelbau Walcker aus dem Jahre 1866. |  |
| 1976      | Königswinter                              | Christuskirche                                       |            | II/P    | 15       | Die Orgel steht im historischen Gehäuse der Vorgängerorgel der Firma E. F. Walcker & Cie. und dem Honnefer Architekten Ottomar Stein aus dem Jahre 1902. → Orgel |  |
| 1976      | Viernheim                                 | Hildegardkirche                                      |            | II/P    | 22       | |  |
| 1978      | Löf                                       | St. Luzia                                            |            | II/P    | 14       | |  |
| 1978      | Ockstadt                                  | St.-Jakobus-Kirche                                   |            | II/P    | 28       | Neubau hinter historisierendem Prospekt im Stil des Barock; bekrönende Engelfiguren aus der alten Kirche übernommen |  |
| 1979      | Alzingen                                  | Saint-Joseph l’Artisan                               |            | II/P    | 22       | mit Rückpositiv |  |
| 1980      | Ochtrup                                   | St. Lamberti                                         |            | II/P    | 28       | |  |
| 1981      | Bonn-Beuel                                | St. Josef                                            |            | III/P   | 61       | → Orgel |  |
| 1981      | Amberg                                    | St. Georg                                            |            | III/P   | 49       | im historischen Gehäuse, Neubau in Planung |  |
| 1981      | Köln-Zündorf                              | Mariä Geburt                                         |            | II/P    | 27       | |  |
| 1982      | Frankfurt am Main                         | Alte Nikolaikirche                                   |            | II/P    | 23       | → Orgel |  |
| 1982      | Jerusalem                                 | Dormitio-Basilika                                    | Hauptorgel | III/P   | 40       | + Chororgel von 1979, beide Orgeln nicht mehr in Betrieb, werden 2021 abgebaut→ Orgel |  |
| 1983      | Schimborn                                 | Neue Kirche St. Jakobus der Ältere                   |            | II/P    | 24       | |  |
| 1984      | Stans                                     | Mettenweg-Kapelle                                    |            | II/P    | 4        | → Orgel |  |
| 1985      | Losheim am See                            | St. Peter und Paul                                   |            | III/P   | 46 (47)  | 2013 leichte Umdisponierung durch Hugo Mayer Orgelbau. → Orgel |  |
| 1986      | Aachen                                    | Klinik-Kapelle der RWTH (Aachen)                     |            | II/P    | 11       | → Orgel |  |
| 1986      | Alexandria (Virginia)                     | St. Mary’s Rom. Cath. Church                         |            | II/P    | 17       | |  |
| 1986      | Nassau (Bahamas)                          | Christ Church Cathedral                              |            | III/P   | 64       | |  |
| 1988      | Gbadolite                                 | katholische Palastkirche                             |            | II/P    | 29       | → Orgel |  |
| 1989      | Hanau                                     | Katholische Stadtpfarrkirche Mariae Namen            |            | III/P   | 56       | Als französisch-symphonisches Instrument konzipiert. Vorbild dieser Idee waren die großen Instrumente mit orchestralem Klangcharakter der ausgehenden französischen Orgelromantik von Aristide Cavaillé-Coll. → Orgel |  |
| 1989      | Ibbenbüren                                | St. Mauritius                                        |            | II/P    | 34       | → Orgel |  |
| 1990      | Dillenburg                                | Evangelische Stadtkirche                             |            | III/P   | 45       | Historischer Orgelprospekt aus dem Jahr 1719 von Florentinus Wang, 1990–2005 mehrfach erweitert.→ Orgel |  |
| 1991      | Köln-Rodenkirchen                         | St. Joseph                                           |            | III/P   | 35       | |  |
| 1992      | Biblis                                    | St. Bartholomäus                                     |            | II/P    | 33       | Hinterspielige Brüstungsorgel → Orgel |  |
| 1993      | Braunschweig                              | St. Thomas                                           |            | II/P    | 20       | Organist spielt der Gemeinde zugewandt |  |
| 1993      | Berlin-Wannsee                            | Baptistenkirche                                      |            | II/P    | 18       | Organist spielt der Gemeinde zugewandt. → Orgel → Orgel |  |
| 1994      | Hermeskeil                                | St. Martinus                                         |            | III/P   | 34       | |  |
| 1995      | Offenbach am Main                         | St. Paul                                             |            | III/P   | 40       | in der Disposition von KMD Thomas Drescher und Johannes Hammerich |  |
| 1995      | Losheim am See                            | Evangelische Kirche                                  |            | II/P    | 11       | Ursprünglich für die Kirche St. Josef in Saarbrücken-Fechingen erbaut und nach deren Profanierung im Jahr 2010/2011 nach Losheim verkauft. |  |
| 1996      | Worms                                     | Wormser Dom (Chororgel)                              |            | II/P    | 18       | im Stil von Aristide Cavaillé-Coll → Orgel |  |
| 1997      | Cochem                                    | St. Martin                                           |            | III/P   | 48       | überholt 2021 → Orgel |  |
| 1997      | Kusel                                     | Stadtkirche                                          |            | III/P   | 33       | |  |
| 1998      | Vallendar                                 | St. Marzellinus und Petrus                           |            | III/P   | 52       | → Orgel |  |
| 1999      | Rohr (Blankenheim)                        | St. Wendelin (Rohr)                                  |            | I/P     | 6        | |  |
| 1999      | Peking                                    | China National Radio (CNR) – Sendesaal               |            | IV/P    | 51       | |  |
| 2000      | Worms-Hochheim                            | Kath. Pfarrkirche Maria Himmelskron                  |            | II/P    | 25       | |  |
| 2002      | Schweigen (Schweigen-Rechtenbach)         | Protestantische Kirche                               |            | I/P     | 14       | im historischen Gehäuse von Ferdinand Stieffel von 1790 |  |
| 2003      | Bad Kreuznach                             | St. Nikolaus                                         |            | II/P    | 24       | → Orgel |  |
| 2004      | Monnerich (Luxemburg)                     | Kath. Pfarrkirche St. Willibrord                     |            | II/P    | 27       | Die Orgel wurde 2014 auf einer Luxemburger Briefmarke abgebildet |  |
| 2006      | Dunstelkingen                             | St. Martinus                                         |            | II/P    | 25       | → Orgel |  |
| 2008      | Gliwice                                   | Diözesanmusikschule, Saal 217                        |            | II/P    | 7        | → |  |

## Auszeichnungen
- Innovationspreis des Landes Rheinland-Pfalz[29]
  - 1991: 1. Platz
  - 1995: 3. Platz

## Sonstiges
Die Flötistin Dorothee Oberlinger ist eine Enkelin von Karl Oberlinger jun.